# Карл Филипп Франц Гогенлоэ-Бартенштейнский
Граф (с 1744 года — князь) Карл Филипп Франц Гогенлоэ-Бартенштейнский (нем. Karl Philipp Franz zu Hohenlohe-Bartenstein; 12 июля 1702, Ванфрид, Гессен — 1 марта 1763, Вецлар) — суверенный правитель графства (с 1744 года — княжества) Гогенлоэ-Бартенштейн (1729—1763), кавалер российского ордена Андрея Первозванного (1760).

## Биография
Родился в 1702 году. Выходец из католической ветви рода Гогенлоэ. Сын графа Филиппа Карла Гогенлоэ-Бартенштейнского (1668—1729) и его жены Софии Леопольдины (1681–1724), дочери ландграфа Карла Гессен-Ванфридского (1649—1711).
Получил неплохое для своего времени образование и первоначально планировал стать священником. Однако, в 1727 году женился на Софии Фридерике Гессен-Гомбургской (1714–1777), внучке известного бранденбургского (прусского) генерала, принца Фридриха Гессен-Гомбургского. Во время свадьбы жениху было 25, а невесте — 13 лет. В качестве приданного невесты, супруг получил богатое имение Оберброн в Эльзасе и замок Унтергрёнинген. 
После смерти отца в январе 1729 года, Карл Филипп сменил его во главе графства, однако ему потребовалось ещё несколько лет, чтобы разрешить имущественный спор со своими младшими братьями, которые были крайне недовольны тем, что их старший брат передумал пополнять своей персоной ряды духовенства. В конечном итоге, Карл Филипп уступил одному из них замок Пфедельбах с ближайшим посёлком и окружающими его землями, сохранив за собой посёлок Бартенштейн и одноименный замок. 

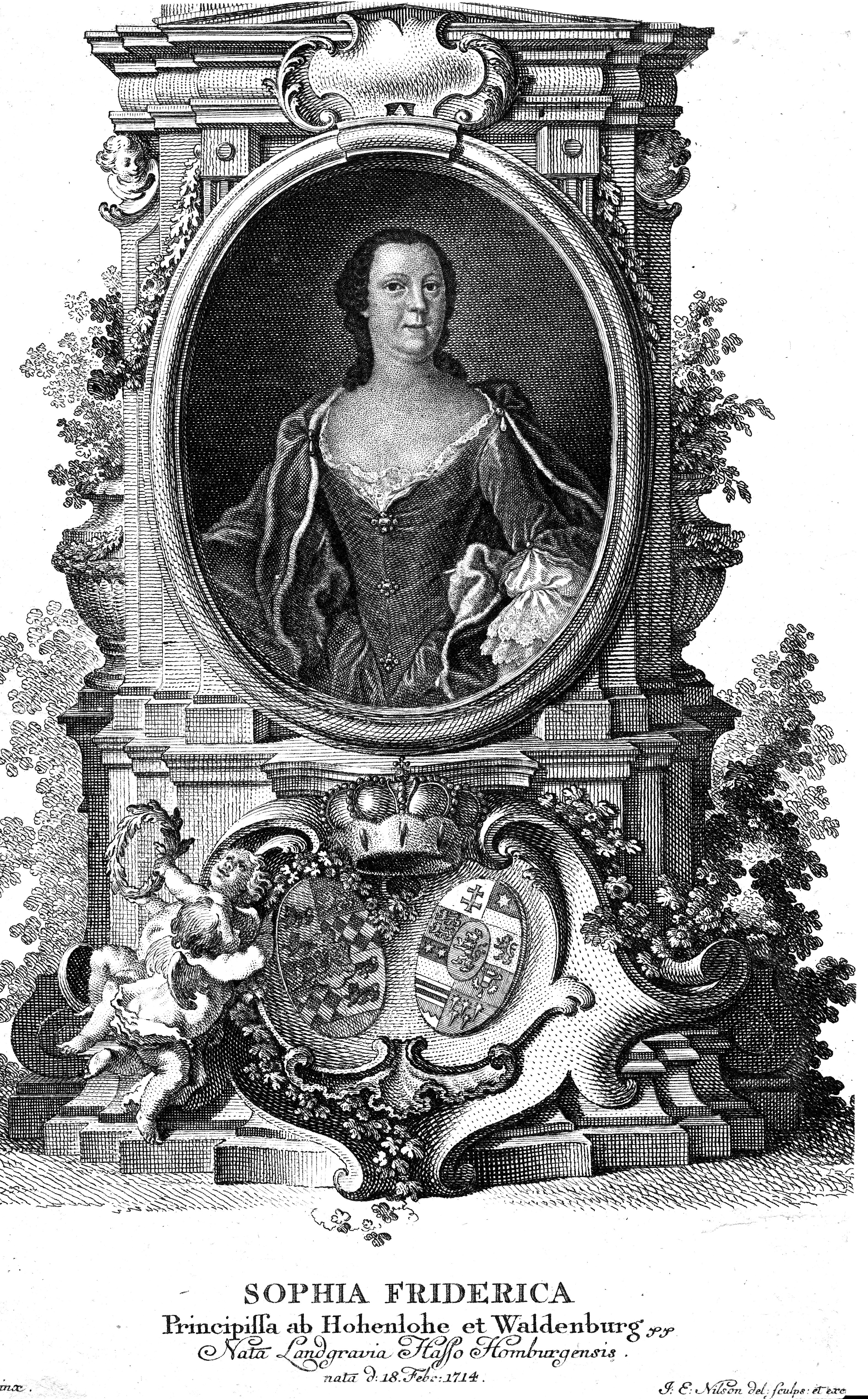
София Фридерика Гессен-Гомбургская (супруга).

Карл Филипп был в хороших отношениях с австрийским императорским двором в Вене, который в то время ещё претендовал на суверенитет над всей Германией. С 1742 года он был членом императорского Тайного совета, в 1744 году, первым из Гогенлоэ, получил княжеский титул, а в 1745 году стал судьей Имперского камерального суда в Вецларе (несколько ранее эту должность занимал его отец). На должности судьи отличался такими злоупотреблениями (в частности, по мнению своих недоброжелателей, покровительствовал за огромные взятки купцам и банкирам-евреям), что его самого хотели отдать под суд, однако начавшаяся Семилетняя война позволила сравнительно быстро замять это дело. 
Свою резиденцию — замок Бартенштейн, князь полностью перестроил в доминировавшем в то время стиле барокко. Будучи ревностным католиком, требовал, чтобы его подданные-протестанты праздновали Пасху в один день с подданными-католиками. Исполнить это было проблематично, так как протестанты в то время уже использовали григорианский календарь, тогда как католики — всё еще юлианский. Столкнувшись с сопротивлением протестантов, князь приказывал опечатывать их церкви на протестантскую Пасху, чем спровоцировал в своём крошечном государстве нешуточные волнения. Протестантские подданные жаловались на своего правителя в Вену. Там, в конечном итоге, заняли их сторону, однако князь проигнорировал и это. 
Для архитектора, руководившего перестройкой замка, а также управленцев и чиновников, некоторые из которых прибыли из других частей Германии, князь Гогенлоэ выстроил так называемый «Длинный дом», состоявший из отдельных двухэтажных квартир, каждая — со своим входом (примечательно, что в некоторых из них до сих пор проживают потомки первых владельцев, работавших на князя Гогенлоэ). Кроме того, в Бартенштейне при нём появились казармы и парковые постройки.
2 января 1760 года князь Карл Филипп был награждён высшим российским орденом Святого Андрея Первозванного с формулировкой «за добрые его к российскому двору в Священной Римской (т.е. Австрийской) империи подвиги», но в чём состояли эти «подвиги» — неизвестно. 
Скончался в 1763 году в Вецларе, где заседал Камеральный суд. После его смерти, расследование злоупотреблений князя было возобновлено, и в 1769 году привело к отстранению от должности нескольких судебных заседателей, которым ранее князь Гогенлоэ передавал взятки, полученные им от еврейского купца.
Из четверых сыновей князя, Людвиг Карл (1731—1799) унаследовал Бартенштейн, а Йозеф Кристиан Франц (1740—1817) стал князем-епископом Бреслау.

## Галерея

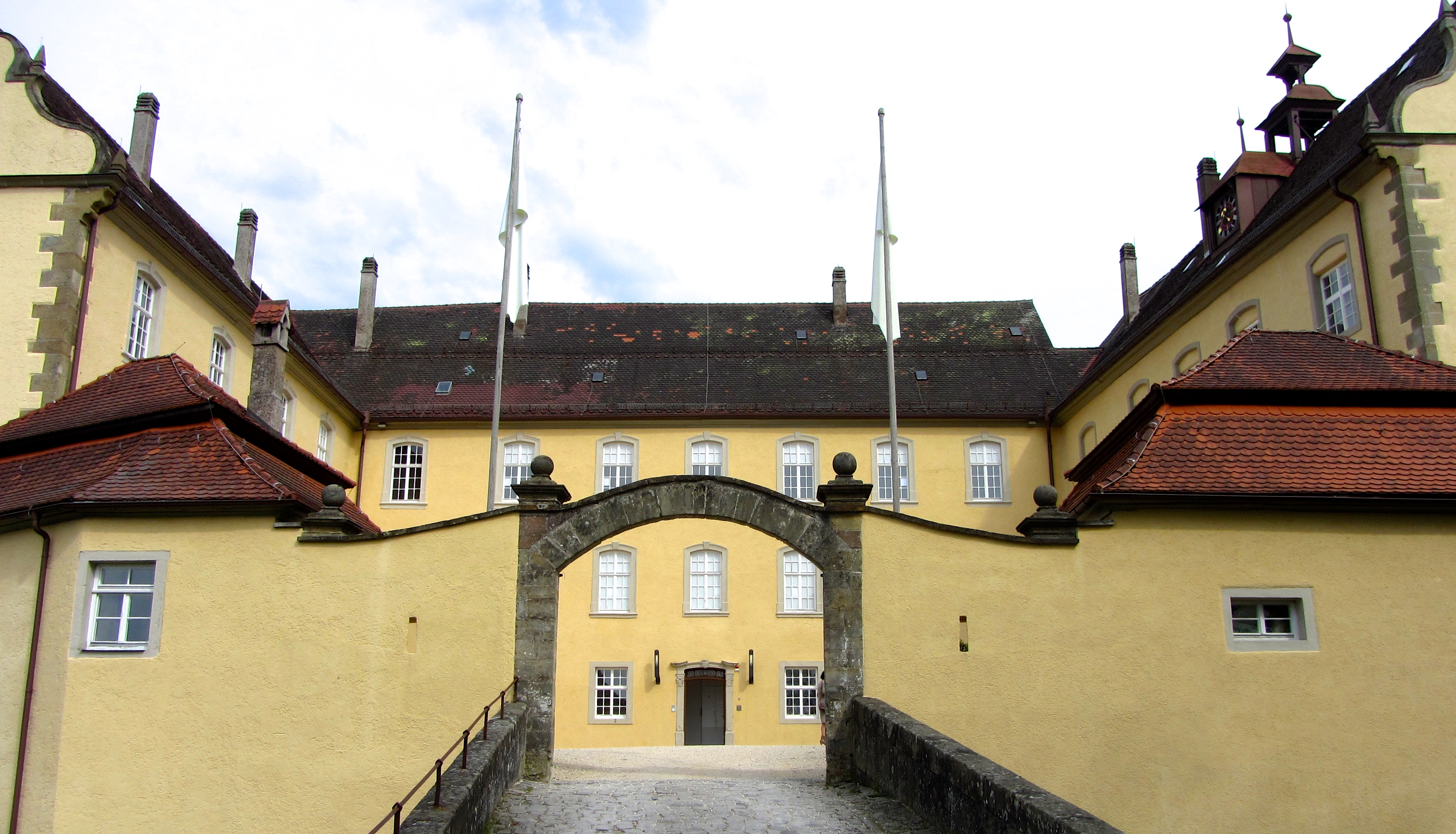
Парадный въезд в замок Унтергрёнинген, который князь Гогенлоэ получил в приданое от супруги.
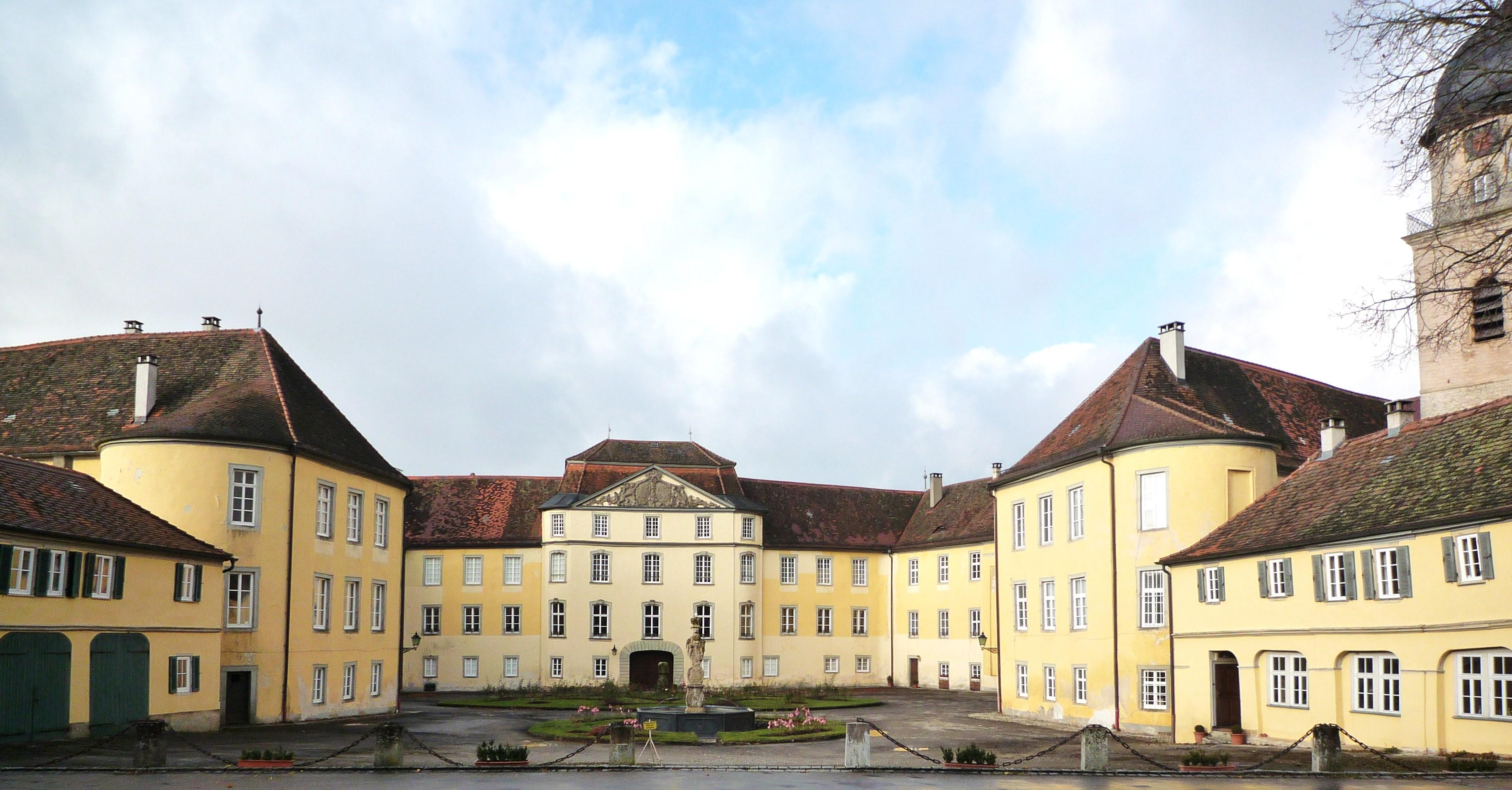
Замок Бартенштейн — основная резиденция князя Гогенлоэ. Именно при Карле Филиппе внешний вид замка приобрёл свой современный вид.
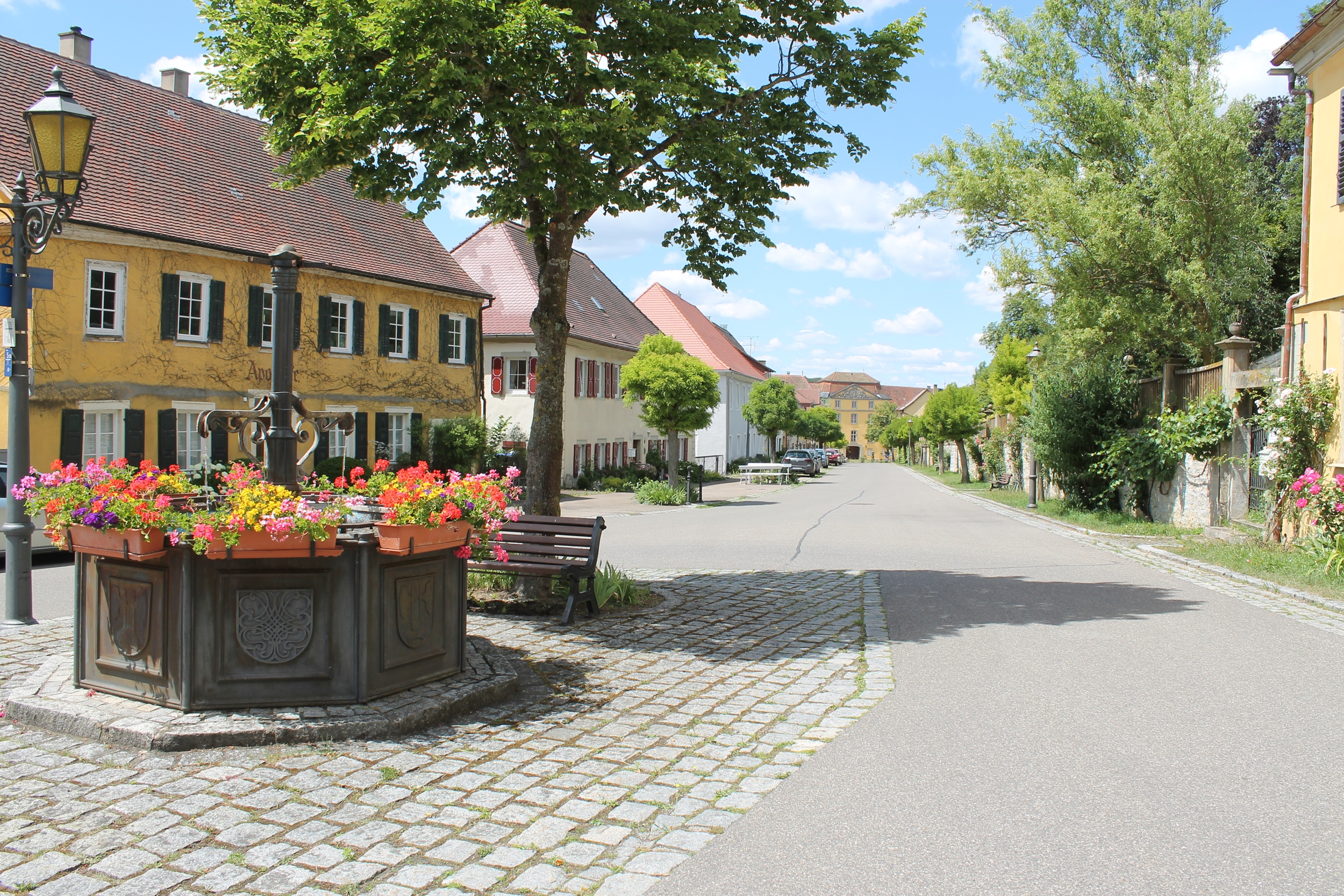
Главная (Княжеская) улица Бартенштейна, ведущая к замку (виден на заднем плане), изменилась мало с середины 18 столетия…
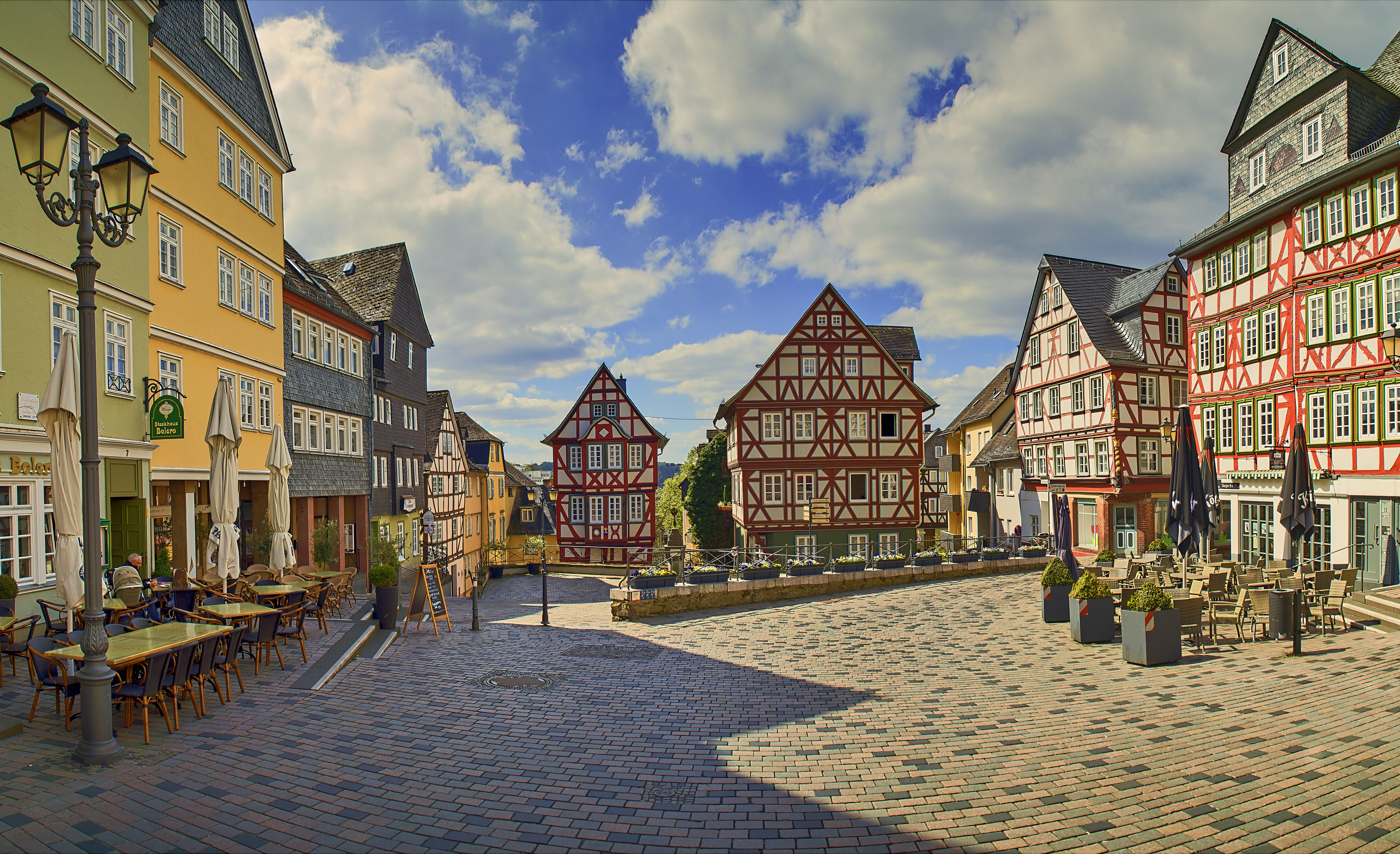
Как и рыночная площадь в Вецларе, которую князь неоднократно посещал.